# Torano Castello
Torano Castello (Thorànon in greco bizantino) è un comune italiano di 4 257 abitanti della provincia di Cosenza.

## Geografia fisica
Torano Castello sorge su uno sperone roccioso tra le valli dei torrenti Finita e Turbolo sul versante interno della Catena Costiera nella provincia cosentina a un'altitudine di 370 m sul livello del mare, a nord del capoluogo Cosenza. Il territorio si estende su una superficie di 30,22 km² e confina con i comuni di Cerzeto, Lattarico, San Martino di Finita e Bisignano. A pochi chilometri dal suo borgo si trova la popolosa frazione di Sartano posta a 274 metri s.l.m. Il territorio comunale presenta un'altitudine minima di 74 metri s.l.m., e una massima di 429.

## Origini del nome
Il nome del paese deriva dal nome latino di persona Thorus o Turius (con l'aggiunta del suffisso -anus) oppure, secondo altri, è legato all'antica città greca di Thurii.
Secondo una leggenda al paese venne dato il nome di Torano per suggellare la vittoria contro un terribile toro che viveva in un canneto e terrorizzava la popolazione.

## Storia
Il territorio di Torano Castello presenta tracce di frequentazioni relative alla prima età del Ferro e alla tarda età del Bronzo, venne probabilmente abitato ininterrottamente dall'VIII secolo a.C. al V d.C. ma non disponendo di dati certi l'origine dell'insediamento attuale si fa risalire all'XI secolo negli anni dell'occupazione dei Normanni.
La storia feudale di Torano Castello, dal basso Medioevo al tramonto dell'età moderna, deve essere distinta da quella di Sartano. La frazione infatti prima di essere aggregata al comune attuale ebbe vita feudale autonoma almeno dal '300 quando risultava in possesso del signore Filippo Cavalcanti di Giannozzo, investito del feudo il 31 agosto 1363. Nel Seicento, della stessa Terra di Torano diventerà poi duca il suo discendente Francesco Maria Cavalcanti d'Aragona. Il cosiddetto Castello di Torano, ovvero il Palazzo ducale Cavalcanti, è rimasto ininterrottamente sede del ramo principale di questa casata sino al Novecento. Nel 1810 con l'abolizione della feudalità la famiglia Mayerá acquisisce il territorio di Sartano. Nel 1811 con la dominazione francese Sartano perde l'autonomia amministrativa e Torano Castello viene dichiarato comune.
Forte nella zona fu l'influenza della nobile famiglia Mayerà che in possesso di una fetta non indifferente di terreni permise tramite la cessione di una parte di essi lo sviluppo del territorio con la costruzione dell'autostrada e delle strutture annesse oltre alla zona industriale di Torano Castello.

## Società

### Evoluzione demografica
Abitanti censiti

### Tradizioni popolari
La tradizione popolare toranese vuole che San Francesco di Paola sia stato concepito proprio in paese.